# Lycosa hildegardae
Lycosa hildegardae är en spindelart som beskrevs av Casanueva 1980. Lycosa hildegardae ingår i släktet Lycosa och familjen vargspindlar. Inga underarter finns listade i Catalogue of Life.